# Fordoche
Fordoche (pronuncia: Four-Doh-Sh) è una città nella Parrocchia di Pointe Coupee negli Stati Uniti d'America, stato della Louisiana. La popolazione era di 933 abitanti nel 2010. Fa parte dell'Area Metropolitana di Baton Rouge.

## Storia
Fordoche deriva la sua etimologia o da una parola della Lingua Caddo che significa "la tana della bestia selvatica" oppure da una parola in Creolo della Louisiana per il sottobosco che si trova sul fondo della palude.
La cittadina ha avuto un afflusso di immigrati Italiani dopo il 1890.